# 东方港 (滨海边疆区)
东方港（俄语：Восто́чный порт），俄罗斯联邦滨海边疆区納霍德卡的一个多式联运集装箱港口，位于西伯利亚铁路东端，毗邻日本海纳霍德卡湾。